# Oscar Guanabarino
Oscar Guanabarino de Sousa Silva (Niterói, 1851 — Rio de Janeiro, 1937) foi um crítico de arte, músico e dramaturgo brasileiro.
Pianista e dramaturgo, a atividade em que mais se destacou foi, todavia, a crítica de arte periódica, exercida de 1879 até 1937, sendo atualmente mais conhecido justamente como o temido crítico musical que foi.
Sobretudo, Guanabarino se nos apresenta como uma figura central da vida cultural do Rio de Janeiro de sua época, os anos finais do Segundo Império e a Primeira República Brasileira.
Sua introdução no meio jornalístico foi favorecida pela influência do pai, Joaquim Norberto de Sousa Silva. Ao longo de todo o seu trabalho nos jornais O Paiz e no Jornal do Commercio, deixou também textos sobre as artes plásticas, que podem ser vistos como testemunhos vivos de uma cultura artística ainda pouco estudada no Brasil.

## Crítica musical
Como crítico musical tornou-se célebre por seus comentários totalmente desfavoráveis à música de Villa-Lobos, motivo pelo qual entrou em polêmica com Alberto Nepomuceno. Por causa de rivalidades com os professores do Instituto Nacional de Música, tinha também o hábito de criticar violentamente tudo o que dizia respeito a esta instituição.
Além de crítico foi professor de piano e de música, tendo como seu aluno talvez mais célebre a futura compositora Eunice Catunda.
Quando de seu falecimento em 1937, sua coluna semanal Pelo mundo das artes no Jornal do Comércio, foi substituída por outra intitulada Pelo mundo da música, escrita por Andrade Muricy.